# Jerzy Szacki (socjolog)

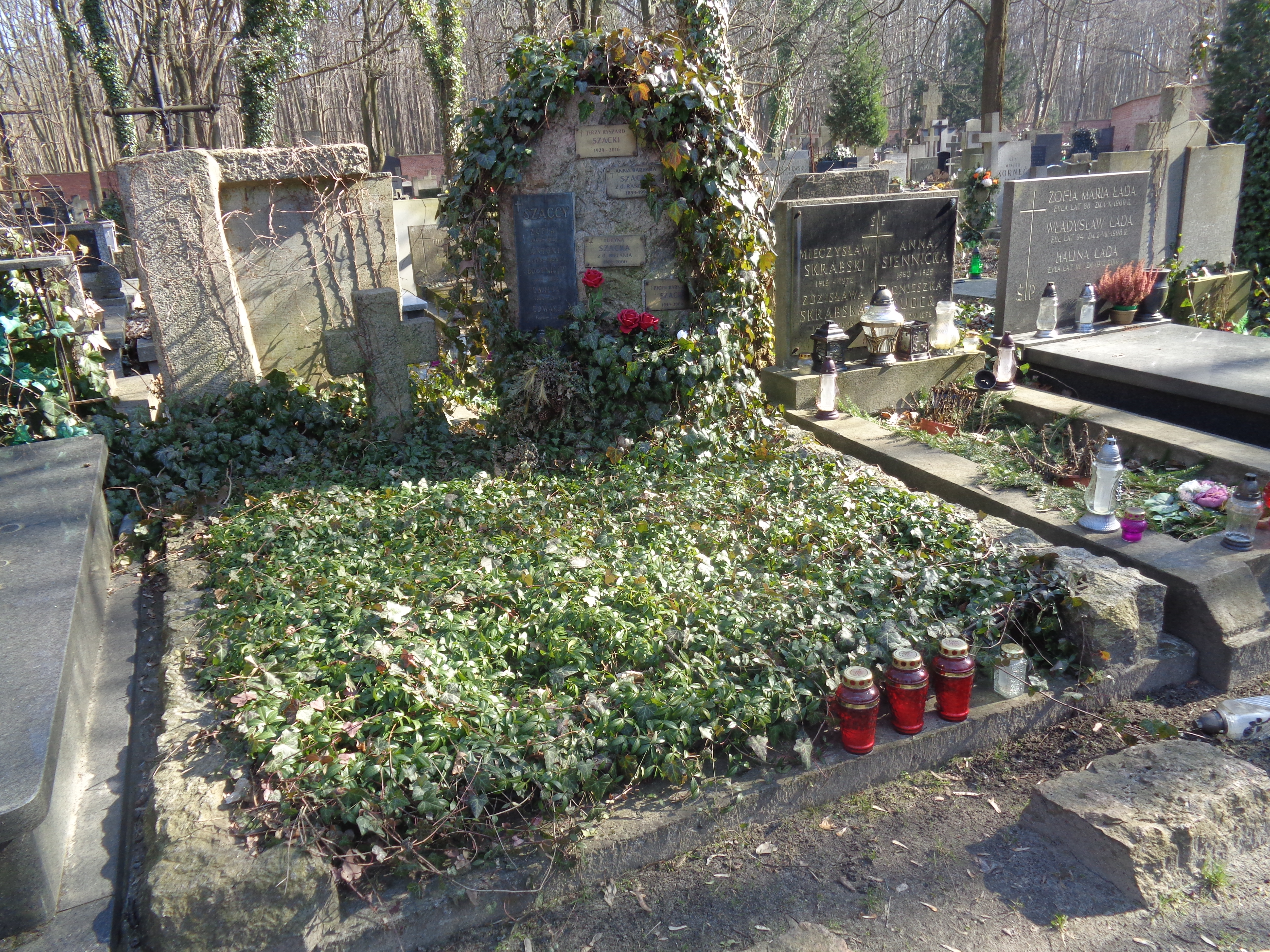
Nagrobek Jerzego Szackiego na Cmentarzu Powązkowskim

Jerzy Ryszard Szacki (ur. 6 lutego 1929 w Warszawie, zm. 25 października 2016 tamże) – polski socjolog i historyk myśli socjologicznej, profesor nauk humanistycznych. Od 1973 był profesorem nadzwyczajnym Uniwersytetu Warszawskiego, a od 1991 członkiem Polskiej Akademii Nauk. Zaliczany do warszawskiej szkoły historii idei.

## Życiorys
Po drugiej wojnie światowej pracował w urzędzie telekomunikacyjnym, początkowo jako ślusarz, następnie jako urzędnik. W 1948 dostał się na socjologię na Uniwersytecie Warszawskim. Jego rocznik był ostatni – w 1952 wydział zamknięto. Potem został wysłany w charakterze praktykanta do wrocławskich zakładów Pafawag. Gdy w 1956 przywrócono socjologię na Uniwersytecie Warszawskim, powrócił na uczelnię. W 1959 obronił doktorat na UW pod kierunkiem Bronisława Baczki. W 1965 habilitował się na Wydziale Filozoficznym UW. W 1973 został profesorem nadzwyczajnym, a w 1987 profesorem zwyczajnym.
W latach 1967–1968 był prodziekanem Wydziału Nauk Społecznych Uniwersytetu Warszawskiego, a w latach 1981–1983 dziekanem Wydziału Filozofii i Socjologii UW. W latach 1968–1999 kierował też Zakładem Historii Myśli Społecznej w Instytucie Socjologii UW. Od 1999 roku był emerytowanym profesorem Uniwersytetu Warszawskiego, a w latach 2003–2009 profesorem w Instytucie Socjologii Szkoły Wyższej Psychologii Społecznej w Warszawie (obecnie Uniwersytet SWPS).
Od 1984 regularnie współpracował z Institut für die Wissenschaften vom Menschen (Instytut Nauk o Człowieku) w Wiedniu, w którym przebywał wielokrotnie jako gość i visiting fellow, a od początku lat dziewięćdziesiątych do końca życia był członkiem Academic Advisory Board Instytutu. W 1995 uczestniczył w jednym z seminariów z udziałem Jana Pawła II, organizowanych w Castel Gandolfo z udziałem Instytutu. Był też wykładowcą uczelni zagranicznych m.in. University of Minnesota mieszczącego się w amerykańskim Minneapolis oraz Oxford University.
Jerzy Szacki był przez wiele lat członkiem Polskiego Towarzystwa Socjologicznego, a w latach 1972–1976 jego przewodniczącym. Przez jedną kadencję był członkiem Rady Głównej Szkolnictwa Wyższego oraz Komitetu Badań Naukowych, a przez trzy kadencje członkiem Centralnej Komisji ds. Stopni Naukowych i Tytułu Naukowego. W latach 1974–1991 był redaktorem naczelnym kwartalnika Polish Sociological Bulletin. Zasiadał także w Prezydium PAN i był przewodniczącym Komitetu Socjologii PAN. Był również członkiem Towarzystwa Naukowego Warszawskiego i członkiem założycielem Towarzystwa Popierania i Krzewienia Nauk.
Tłumacz i współtłumacz książek (Howarda Beckera, Harry’ego Elmera Barnesa, Émile Durkheima, Jean-Pierre’a Vernanta, Marcela Maussa).
Należał do Polskiej Zjednoczonej Partii Robotniczej. Pełnił funkcję I sekretarza OOP PZPR na Wydziale Filozofii UW. W latach 70. działał w środowisku opozycyjnie nastawionym do ówczesnej władzy. W 1978 był uczestnikiem Konwersatorium Doświadczenie i Przyszłość, gdzie skupiała się inteligencja partyjna i bezpartyjna. 20 sierpnia 1980 podpisał apel 64 uczonych, pisarzy i publicystów do władz komunistycznych o podjęcie dialogu ze strajkującymi robotnikami. Po wprowadzeniu w Polsce stanu wojennego wystąpił z PZPR. W 1991 był jednym z założycieli ugrupowania Solidarność Pracy. Od 2007 związany ze stowarzyszeniem Forum Liberalne.
Odznaczony w 2004 wraz z matką Barbarą z d. Raszewska medalem Sprawiedliwy wśród Narodów Świata za uratowanie Ireny Hollaender.
W 2009 uzyskał tytuł doktora honoris causa Uniwersytetu Marii Curie-Skłodowskiej, a w 2010 odnowiony doktorat UW,   był ponadto laureatem  Nagrody Fundacji na rzecz Nauki Polskiej (2003).
13 listopada 2008 został odznaczony Krzyżem Komandorskim z Gwiazdą Orderu Odrodzenia Polski.
Jego żoną była również socjolog, profesor Barbara Szacka.
Spoczywa na cmentarzu Powązkowskim w Warszawie (kw. 334-7-18/19).

## Charakterystyka twórczości naukowej
Jerzy Szacki uważany jest za jednego z czołowych przedstawicieli Warszawskiej Szkoły Historii Idei, środowiska uczonych, którzy w drugiej połowie lat pięćdziesiątych  XX wieku, w warunkach politycznej kontroli życia intelektualnego podjęli nowatorskie badania nad europejską tradycją myśli filozoficznej, politycznej i społecznej. Było to, jak po latach wspomniał: „nadzwyczaj żywe środowisko intelektualne, w którym swobodnie dyskutowało się o wszystkim”. W pierwszych latach swojej pracy naukowej skupił się na dziejach polskiej myśli politycznej, w roku 1952 napisał pod kierunkiem Niny Assorodobraj – Kuli pracę magisterską pt. „Z ideologii polskich rewolucjonistów szlacheckich („Dekada Polska” – M. Mochnacki,  J.L. Łukawski – „Nowa Polska”)”,  a następnie badania nad tą problematyką kontynuował pisząc pod kierunkiem Bronisława Baczki pracę doktorską, wydaną jako książka pt. „Ojczyzna. Naród. Rewolucja. Problematyka narodowa w polskiej myśli szlacheckorewolucyjnej”. Już w tej wczesnej pracy Szacki zarysował problemy, którymi zajmował się przez całe życie – pierwszy to pytania o teoretyczne podstawy i metody badawcze historii myśli, a także o relacje pomiędzy naukami społecznymi i historycznymi. Refleksja dotycząca tych zagadnień powracała w wielu pracach uczonego, poświęcił im oddzielną książkę, a jednym z jego późnych dokonań jest erudycyjny wstęp do polskiego wydania zbioru studiów niemieckiego historyka Reinharta Kosellecka. Drugi problem to naród jako zbiorowość i kategoria ważna w myśleniu potocznym, w teorii nauk społecznych oraz w myśli politycznej. Do tego tematu wracał systematycznie, przez lata planował napisanie większej pracy o idei narodu i nacjonalizmie, ale z rozmaitych powodów pomysł ten nie został zrealizowany.
W kolejnej książce, „Kontrrewolucyjne paradoksy. Wizje świata francuskich antagonistów Wielkiej Rewolucji 1789 – 1815” badał idee filozoficznych, polityczne i społeczne jako przejawy całościowej wizji świata, formującej się w wyniku doświadczeń ludzi funkcjonujących w konkretnej rzeczywistości historycznej – ujęcie takie stało się znakiem rozpoznawczym Warszawskiej Szkoły Historyków Idei. Francuscy krytycy rewolucji doświadczyli straty, zniszczeniu uległ świat, ich zdaniem – dobry. Myślami zwracali się więc ku przeszłości w której istniało to, co było dla nich ważne i cenne. Pomysł ponownego ustanowienia ładu utraconego w miejsce złej teraźniejszości, pozornie zakorzeniony w tym co dawne i pewne, nieuchronnie stawał się utopią – wizją alternatywną wobec istniejącej rzeczywistości i programem kolejnej rewolucji, której koszty i konsekwencje były niemożliwe do obliczenia. Jednym z centralnych tematów tej książki była zatem relacja tradycji i utopii, a badania nad konserwatyzmem i restauracją uświadomiły Jerzemu Szackiemu złożoność relacji pomiędzy przeszłością a społeczną  i polityczną teraźniejszością. Temu tematowi poświęcił książkę pt. „Tradycja”, w której najważniejsza wydaje się wnikliwa analiza różnych znaczeń wyrazu tradycja, funkcjonujących w myśli politycznej, naukach humanistycznych, ale też w języku komunikacji codziennej. Autor wyróżnił trzy rozumienia tradycji: przedmiotowe, czyli dziedzictwo, wzory i wartości będące przedmiotem przekazu międzypokoleniowego; czynnościowe, czyli transmisję określonych treści i podmiotowe – stosunek teraźniejszej generacji wobec przeszłości, akceptacja określonych wartości i wzorów i odrzucanie innych. Takie uporządkowanie problematyki miało duże znaczenie dla polskiej humanistyki, a podmiotowe rozumienie tradycji stało się ważną teoretyczną perspektywą dla badań pamięci zbiorowej w Polsce. Skupienie się na koncepcjach dotyczących tradycji sprawiło, że Jerzy Szacki na krótko zboczył ze szlaku historyka myśli, aby wejść w rolę socjologa – badacza i przeprowadzić badanie surveyowe (sondażowe) nad pamięcią zbiorową, a ściślej – przekazem tradycji w polskich rodzinach.
Problematyka tradycji i związanych z nią dylematów była jedną z inspiracji do zajęcia się tematem utopii, ważnym w humanistyce przełomu lat sześćdziesiątych i siedemdziesiątych XX wieku. O swojej książce poświęconej utopiom Jerzy Szacki pisał bez szczególnej atencji – jako o pracy na pograniczu publicystyki i popularyzacji. Tymczasem jest to jeden z najciekawszych w polskiej humanistyce esejów naukowych, praca do dzisiaj inspirująca, błyskotliwa, skłaniająca do myślenia i dobrze napisana, w której chodzi „nie tyle o uprzystępnienie spraw w pełni opracowanych i wyjaśnionych przez fachowców, ile o zwrócenie uwagi czytelnika na pewne problemy, które autorowi wydają się równie ważne, jak i dyskusyjne oraz dalekie od zadowalającego zrozumienia”.
Najbardziej znanym dziełem Jerzego Szackiego, czytanym przez kolejne pokolenia studentów nauk społecznych jest „Historia myśli socjologicznej”, wydana po raz pierwszy po angielsku w roku 1979 i dwukrotnie po polsku w 1981 i 1983. W roku 2002 uczony przygotował nową edycję dzieła, przejrzaną, w wielu miejscach zmienioną, uzupełnioną o nowe rozdziały. Edycja ta przyniosła mu prestiżową Nagrodę Fundacji na rzecz Nauki Polskiej (2003). W rozdziale wstępnym Szacki zaznacza, że „zadanie tej książki jest stosunkowo skromne. Została ona pomyślana jako popularny podręcznik przedmiotu, który jest na uniwersytetach wykładany dla studentów socjologii” Zdanie to daje wyobrażenie o skromności autora, ale jest nietrafne jako charakterystyka napisanego przez niego tomu. „Historia myśli socjologicznej” to dzieło złożone, które wyrasta ze starannie przemyślanej odpowiedzi na pytanie o sens uprawiania historii nauki, a w tym wypadku – socjologii: „Socjologiczna tradycja, tak samo jak wszelka tradycja, nie jest więc zbiorem idei i doktryn, którego zawartość daje się kiedykolwiek definitywnie ustalić dzięki trudowi historyków tout court. Jest ona w nieustannym ruchu, który raz po raz unieważnia ustalenia wcześniejsze, przy czym dzieje się to nie tyle dzięki odkrywaniu jakichś nowych źródeł historycznych, ile dzięki zmianom  zachodzącym we współczesnej świadomości naukowej”. To zdanie wiele mówi także  o tym, jak Jerzy Szacki widział i rozumiał socjologię – postrzegał ją jako dyscyplinę mającą od dwóch stuleci ambicję bycia „prawdziwą” nauką empiryczną o metodologii zbliżonej do nauk przyrodniczych, ale w rzeczywistości polifoniczną, osadzoną w rozmaitych paradygmatach, wciąż wracającą do teorii i na nowo odczytującą klasyków. Ale rekonstrukcja bogatej tradycji tej dyscypliny naukowej była wielkim zadaniem – aż dziw, że jednemu człowiekowi udało się je wykonać. Jerzy Szacki zawsze dążył do ujęcia interdyscyplinarnego, nie zamykał się w granicach wytyczonych przez akademickie klasyfikacje, dlatego jego praca nie ogranicza się wyłącznie do tego, co napisali ludzie pracujący pod szyldem socjologii. W swoim zarysie procesu przemian myśli socjologicznej od starożytności do końca XX wieku autor uwzględniał reprezentantów innych dziedzin: filozofów, psychologów, ekonomistów czy historyków, analizując poszczególne kierunki szukał tego, co łączyło ich reprezentantów – pytań wspólnych dla określonej epoki, równocześnie starał się zrozumieć różnice odpowiedzi udzielanych przez różnych autorów.
Monumentalna „Historia myśli socjologicznej” nieco przesłoniła badania nad dziejami polskiej myśli socjologicznej realizowane w latach osiemdziesiątych XX wieku, których owocem były m.in. książka poświęcona Florianowi Znanieckiemu oraz antologia pt. „Sto lat socjologii polskiej” z obszernym wstępem Szackiego. W trakcie badań nad przemianami polskiej myśli socjologicznej, nad jej oryginalnością i związkami z socjologią światową, uczony wielokrotnie wracał do problematyki narodu.  

## Prace
- Ojczyzna, naród, rewolucja: problematyka narodowa w polskiej myśli szlacheckorewolucyjnej (1962)
- Durkheim (1964)
- Kontrrewolucyjne paradoksy (1965, wyd. 2: 2012)
- Utopie (1968)
- Tradycja. Przegląd problematyki (1971, wyd. 2 poprawione: 2011)
- (red.) Idea społeczeństwa komunistycznego w pracach klasyków marksizmu (1977)
- (red.) Czy kryzys socjologii? (1977)
- History of Sociological Thought (1979)
  - wydanie polskie: Historia myśli socjologicznej (1981, 1983, wydanie nowe: 2003; za tę książkę Jerzy Szacki otrzymał w 2003 Nagrodę Fundacji na rzecz Nauki Polskiej w kategorii nauk humanistycznych i społecznych)
- Spotkania z utopią (1980, wyd. 2: 2000)
- Znaniecki (1986)
- Dylematy historiografii idei oraz inne szkice i studia (1991)
- Liberalizm po komunizmie (1994)[25]